# شالان (مقاطعة دالاهو)
شالان (بالفارسية: شالان) هي قرية تقع في قسم بان‌زرده الريفي (مقاطعة دالاهو) في إيران. يقدر عدد سكانها بـ 298 نسمة .